# Нефтида
Нефтида (грец. Nephthys, єгипет. Nb.t-ḥ w.t — Небетхет) — в староєгипетській релігії богиня, дочка Геба і Нут.
Нефтида зображалася у вигляді жінки з ієрогліфом свого імені на голові (будинок з будівельною корзиною вгорі). Була супутницею Ра під час його нічного плавання підземними водами; разом з Ісідою, Нейт і Селкет зображалася з розпростертими крилами на саркофагах як захисниця померлих.